# Luzerna
Luzerna is een gemeente in de Braziliaanse deelstaat Santa Catarina. De gemeente telt 5.528 inwoners (schatting 2009).

## Aangrenzende gemeenten
De gemeente grenst aan Água Doce, Herval d'Oeste, Ibicaré en Joaçaba.

## Geboren in Luzerna
- Eusébio Scheid s.c.j. (1932-2021), aartsbisschop en kardinaal